# عالي بنيك (مقاطعة دهغلان)
عالي بنيك (بالفارسية: عالی پنیک) هي قرية تقع في قسم قوري تشاي الريفي (مقاطعة دهغلان) في إيران. يقدر عدد سكانها بـ 559 نسمة بحسب إحصاء 2016.